# United Media
 (транскр.  Јунајтед мидија) је медијска компанија са седиштем у Луксембургу. У власништву је предузећа United Group.

## Историја
Стоји иза 5 терестријалних, 40 пеј ТВ канала (спортски, филмски, дечији) и више од 15 портала. Издаје новине и часописе. Понуда United Media канала укључује опције терестријалне, кабловске, ДТХ, ОТТ и ИПТВ дистрибуције.
Поред тога, нуде и јединствену услугу оглашавања кроз продају оглашивачког простора и прецизно таргетирање у складу са циљаним групом одабраних канала.
Куповином Нове ТВ у Хрватској и Пинкових канала у Босни и Херцеговини и Црној Гори, те променом имена Топ ТВ у Србији, United Media је створила јединствен бренд Нова у четири земље региона. Ове телевизијске канале карактеришу ексклузивни програмски садржаји - најпопуларније емисије, спортски преноси, високобуџетне домаће и стране серије и др.

## ТВ канали
Спортски:
- Спорт клуб 1
- Спорт клуб 2
- Спорт клуб 3
- Спорт клуб 4
- Спорт клуб 5
- Спорт клуб 6
- Спорт клуб 7
- Спорт клуб 8
- Спорт клуб 9
- Спорт клуб 10
- Спорт клуб ХД
- Спорт клуб 4К
- Спорт клуб голф
- Спорт клуб е-спортс
- Нова спорт
- Sport klub Fight

Колажни:
- Нова (Хрватска)
- Нова (Србија)
- Нова (Босна и Херцеговина)
- Нова (Црна Гора)
- Дома ТВ
- ТВ Вијести

ТВ Продаја:
- Shoppster

Информативни:
- Н1 Србија
- Н1 Хрватска
- Н1 Босна и Херцеговина

Дечији:
- Pikaboo
- Vavoom
- IDJKids
- TV Mini

Музички:
- Гранд ТВ
- Гранд 2
- Гранд Носталгија
- IDJ TV

Филмски:
- Cinemania
- Nova Cinema
- Nova Family
- Nova Series

Документарни:
- Лов и риболов
- Brainz TV